# Hospodářské dějiny Československa
Hospodářské dějiny Československa jsou uzavřenou kapitolou dějin Československé republiky, jejíž existence trvala od 28. října 1918 do 31. prosince 1992, a zahrnují dějiny hospodářského rozvoje země mezi roky 1918–1992 s historickým přesahem do doby habsburské monarchie i do doby po rozdělení Československa po roce 1992. Protože jsou hospodářské dějiny historickou vědní disciplínou, která se zabývá tendencemi, faktory, vztahy a souvislostmi hospodářského rozvoje společnosti z hlediska makroekonomického i mikroekonomického, na základě faktů je zde širší interpretace společenského vývoje společnosti, která žila v období 74 let trvání Československa.

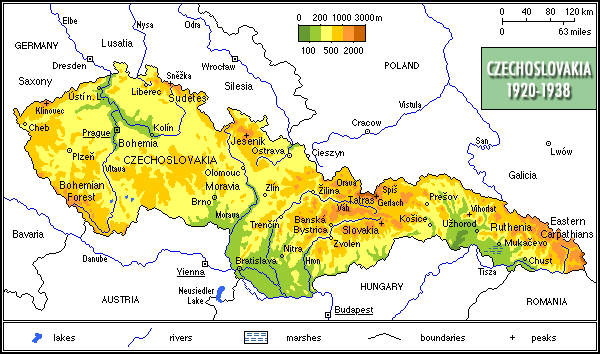
Fyzická mapa vzniklé republiky Československé do roku 1938

## Výchozí situace z období Rakouska-Uherska
Východiskem pro hospodářský rozvoj Československa po roce 1918 byl rozvoj hospodářství v Českých zemích, na Slovensku a na Podkarpatské Rusi v době existence habsburské monarchie. Monarchie byla po Ruském impériu největším evropským státem a její hospodářství a hospodářské zájmy se rozvíjely mimo hlavní trendy koloniálního světového hospodářství. Z globálního hlediska bylo postavení monarchie semiperiferiální s hospodářskými zájmy spíše regionálního charakteru (především ve vztahu k Německu a dále na východ a jihovýchod). Z obecného hlediska je možné sledovat trvalý relativní pokles ekonomického významu habsburské monarchie během 19. století.
Stejně tak je pro období 19. století a počátku 20. století typické relativně pomalé tempo rozvoje moderních tržních vztahů a pomalejší akumulace podnikatelského kapitálu. Dalším významným faktorem byla skutečnost, že habsburská monarchie v této době nepředstavovala nejenom národnostně, kulturně a nábožensky heterogenní státní celek, ale také hospodářsky velmi různorodý ekonomický celek, jehož různorodost byla ještě umocněna rakousko-uherským vyrovnáním v roce 1867. Vyrovnání v podstatě znamenalo nejen politické, ale i hospodářské oddělení Předlitavska a Zalitavska. Z globálního hlediska bylo potom Rakousko-Uhersko stále dominantně agrárním státem, s některými regiony, jež byly dominantně průmyslové. V případě Předlitavska je možné konstatovat, že to byly České země a Dolní Rakousy, které představovaly průmyslově-agrární centra.[zdroj?] V důsledku první světové války se hospodářství octlo ve velmi tíživé situaci. To bylo také příčinou, že slabé a rozbité ekonomické vazby umožnily formulovat v Českých zemích ideu samostatného státního celku, který do sebe integroval v průběhu diplomatických jednání o vzniku nového státu i území Slovenska a Podkarpatské Rusi.

### České země
V rámci hospodářství rakousko-uherské monarchie měly české země silné hospodářské postavení v rozvíjejícím se průmyslu i obchodě. Zčásti to bylo silnou německou menšinou, která investovala na základě technického rozvoje a příklonu k německému hospodářskému prostoru, ale dominantně se rozvíjel český průmysl a obchod rovněž podporován technickým rozvojem, ale i společensko-politickou snahou českých zemí o dosáhnutí téměř uherského vyrovnání (z roku 1867, po kterém následovala v Pešti Uherská všeobecná výstava v 1885). Celé úsilí vyvrcholilo v roce 1891 organizováním Jubilejní zemské výstavy v Praze, 15. května, Jubilejní zemská výstava 1891 kdy se ukázala (i když pod ochranou Jeho Veličenstva) síla českého průmyslu a hospodářství i ekonomického sebevědomí českého národa.
Hospodářský význam Českých zemí v rámci habsburské monarchie se během 19. století stále zvětšoval. Pro ilustraci lze uvést některá čísla: České země produkovaly v 90. letech 19. století přibližně dvě třetiny veškeré průmyslové výroby v Rakousku, z toho v některých odvětvích bylo jejich postavení téměř monopolní (např. ve výrobě porcelánu, těžbě uhlí nebo textilní výrobě). V popředí byla především průmyslová výroba, avšak i přesto zůstávaly České země hlavním producentem obilnin (kromě pšenice) v Rakousku. Produktivita průmyslové výroby se zvyšovala v důsledku technického rozvoje, zejména ve velkých podnicích se ve větší míře uplatňovaly nové technologie (jako např. elektromotory, výbušné benzínové motory, dieselové motory, parní turbíny). Jako významné novinky v dopravě se objevily na konci 19. století a na počátku 20. století automobily a motocykly, jejichž výroba se soustředila do Mladé Boleslavi a Kopřivnice. Začaly první pokusy s letectvím (Ing. Jan Kašpar, první let 1911 z Pardubic do Prahy). Dále se rozvíjel rovněž chemický a elektrotechnický průmysl, hutnictví s výrobou ušlechtilé ocele, strojírenství, zbrojní i automobilový průmysl. Rovněž struktura české ekonomiky byla před první světovou válkou dobře přizpůsobena místní surovinové základně a země měla hustou dopravní infrastrukturu. Narůstající český kapitál pronikl i za hranice českých zemí, zejména do slovanských zemí monarchie tzn. i na Slovensko, také do Ruska a na Balkán.
S rozvojem industrializace se rozšiřovaly možnosti zemědělské výroby. Konjunktura, mechanizace zemědělské výroby, zčásti i koncentrace vlastnictví půdy, vedly k narůstání agrárního kapitálu, a tím i upevnění pozic agrárního kapitálu a jeho představitelů. Rozvinula se poměrně hustá síť dobytčích, mlékárenských, nákupních, prodejních i úvěrových družstev.

### Slovensko
Slovensko, pojmenované soudobě jako Horní Uhry, se před rokem 1918 hospodářsky rozvíjelo v rámci uherské části monarchie respektive v Zalitavsku. Hospodářství země bylo dlouhodobě v rukou především uherské agrární šlechty a vznikající uherské buržoazie. Na druhou stranu je nutno poznamenat, že bankovnictví a kapitálové investice (oboje významné pro rozvoj všech odvětví rakousko-uherského hospodářství) byly v monarchii pod kontrolou vídeňských bank a kartelů, které využívaly například tarifů k udržení svojí hegemonie nad ekonomikou monarchie. Tato skutečnost představovala významný kontext, který samozřejmě ovlivňoval také hospodářství Slovenska.
Kromě hegemonie předlitavského kapitálu v Uhrách bylo Slovensko podrobeno politikám maďarizace, jež měla dopady na slovenské hospodářství a jež také zabraňovala rozvoji místního kapitálu na národní úrovni. Z obecného hlediska zůstávalo Slovensko do počátku 20. století agrární zemí, ve které se průmyslová výroba distribuovala značně nerovnoměrně. Téměř bez průmyslové výroby tak byly Šarišská, Zemplínská a Oravská župa. Průmysl se naopak koncentroval v Prešpurské župě a dále, i když méně, ve Spišské, Zvolenské a Gemerské župě.
Až dle zákona z 1896 se mohli poddaní vykoupit z feudální povinnosti za desetinásobek jednoročního závazku vůči panství. S ohledem na vlastnictví půdy si však dominanci zachovaly velkostatky a zemědělské hospodářství rolníků nedosáhlo ani 42 procent výměry půdy. Rozvoj velkostatků působil na koncentraci vlastnictví půdy, zvýšil nábor laciných námezdních zemědělců a akumulaci kapitálu. 70 procent obyvatelstva Slovenska bylo v námezdné smluvní práci na velkostatcích.
Vyrovnání nepřineslo v Uhersku v oblasti průmyslové výroby podstatné změny. V 1872 bylo cechovní zřízení zrušeno a otevřela se cesta k živnostenskému a průmyslovému podnikání, ale až po krizi s obilím z 1873 se o průmysl začala zajímat uherská statkářská buržoazie. Narážela však na silnou konkurenci ze západu monarchie. Především se rozvíjela železniční dráha (koncem století 14 tis. km, na Slovensku 2600 km). S tím souvisel i rozvoj důlního průmyslu na Slovensku, především železné rudy (60 procent uherské produkce). Strojírenství se rozvíjelo mimo Slovensko především v Pešti (dnešní Budapešť). První továrna na elektrotechnický průmysl vznikla v Žilině, první elektrárna v Bratislavě, Košicích a Prešově. Rozvíjel se potravinářský průmysl, zejména mlynářství, cukrovarnictví, lihovarnictví, kožedělný průmysl (Liptovský Sv. Mikuláš) a dřevozpracující průmysl (pily). Velká část řemeslníků po zrušení cechů přešla do továren nebo hledala východisko ve vystěhovalectví. Jenom drobná domácí výroba (sukna, košíkářství, dřevěné a hliněné tovary) se s obtížemi udržovala.
Ke konci 19. století dosáhla drobná slovenská buržoazie výraznějších úspěchů v bankovnictví. Vzniklo více než 50 úvěrových družstev a spořitelen, které měly zčásti čelit cizímu kapitálu. Rozvíjely se bankovní ústavy jako Sporiteľňa a Tatra banka v Martině, Úverová banka v Ružomberoku, Myjavská banka. Bratislava, tehdy pojmenována Pressburg nebo Pozsony, byla téměř neslovenská.

### Podkarpatská Rus
Dnes část Ukrajiny, dříve zvaná Podkarpatská Rus. V časech monarchie to bylo území v drtivé převaze se slabým zemědělstvím, pastvinami a lesním hospodařením, uhlířství a těžbou dřeva. Sezonní námezdní zemědělci pracovali převážně na velkostatcích v Uhersku. V období první republiky byla Podkarpatská Rus dotována, neboť v té době byla velmi zaostalá.

## První republika

### Měnová reforma
Československá měnová reforma roku 1919 také zvaná Rašínova měnová reforma měla za úkol oddělit československý peněžní oběh od ostatních částí bývalého Rakousko-Uherska. Hlavním architektem této měnové reformy byl ministr financí Alois Rašín. Byl tvůrcem měnové odluky. Na základě zvláštních pravomocí, které mu byly uděleny, nechal uzavřít státní hranice a okolkovat veškeré oběživo, které se na území Československa nacházelo, a část finančních prostředků nechal zadržet ve formě nucené státní půjčky.
V noci z 25. na 26. února byly uzavřeny hranice a byl zastaven veškerý pohyb osob a zboží přes hranice, včetně poštovního styku. V době od 3. do 9. března bylo provedeno okolkování rakousko-uherských bankovek a byla zavedena koruna československá v poměru 1:1. Reforma byla provedena kolkováním bankovek. Byla okolkována polovina předložených hotovostí. Okolkovaná hotovost zůstala v oběhu. Druhá polovina byla zadržena jako nucená státní půjčka. Byly vydány vkladní listy, tedy vládní dluhopisy, které zněly na jméno a byly nepřevoditelné. Tímto způsobem bylo staženo z oběhu asi 34 % oběživa.
Cíle reformy:
- osamostatnit peněžní oběh
- zlikvidovat inflační peníze, které vznikly během první světové války
- vytvořit novou československou měnu
- založit měnovou politiku na maximálním zhodnocení měny – tedy na zvyšování její kupní síly
- spojit korunu se zlatem – zlatý standard.

V dubnu 1919 byla zavedena koruna československá – peněžní jednotka nového československého státu, v poměru 1:1. Současně s tím se připravovaly podmínky pro zavedení zlatého standardu. Hlavním úkolem bylo vytvoření potřebné zlaté rezervy – zlatého pokladu. Jedním zdrojem byly dobrovolné dary (94 tisíc zlatých mincí a medailí, 64 kg ryzího zlata) a výnos státní půjčky ve zlatě, stříbře a cizích valutách. Tak bylo získáno 3300 kg ryzího zlata, 272 000 kg ryzího stříbra. Půjčka byla splacena do roku 1926. Provedení i výsledek reformy je dodnes považován za obdivuhodný. Československá koruna se stala jednou z nejstabilnějších měn v Evropě.

### První republika

#### Výchozí pozice – rok 1918
Po rozpadu Rakouska-Uherska zdědilo Československo 21 % jeho rozlohy, 26 % jeho obyvatel a dvě třetiny veškerého průmyslu. Tato skutečnost si s sebou nesla s tím spojené problémy, mimo jiné například skutečnost, že nově vzniklý stát zahrnoval pouze jednu třetinu původního trhu monarchie. Československá ekonomika se tudíž musela silně orientovat na export. Nově vzniklý československý stát se již od samého začátku musel potýkat s problémem výrazných hospodářských a sociálních rozdílů mezi historickými územími Čech, Moravy a Slezska na jedné straně a Slovenskem resp. Podkarpatskou Rusí na straně druhé. Zatímco české země fungovaly jako průmyslové srdce státu, Slovensko a Podkarpatská Rus byly orientovány zemědělsky. Jedním z dalších nedostatků zděděných z období monarchie byla také nižší rychlost růstu v porovnání se západní Evropou, což souviselo s opožděným nástupem kapitalismu v Rakousku-Uhersku.
Československo bylo od svého vzniku zatíženo zahraničním dluhem. Na základě mírových smluv mělo uhradit část předválečného dluhu Rakouska-Uherska (asi 5 miliard korun) a úvěry na pokrytí nákladů na armádu a repatriaci legií (asi 8 miliard korun). Tyto položky byly vedeny ve státním rozpočtu, dluh zděděný po Rakousku-Uhersku však nebyl splácen, byly z něj pouze placeny úroky, protože způsob splácení nebyl určen. Dále mělo uhradit hodnotu získaného státního majetku (odhadovaná výše byla 7,6 miliardy korun) a stejně jako ostatní státy, které získaly část území bývalého Rakouska-Uherska mělo na základě dohody ze Saint Germain platit spojencům namísto reparací příspěvek za osvobození („Contribution a’ la dette de liberation“), pokud by nebyl kompenzován reparačními nároky.
Výše příspěvku za osvobození však byla určena teprve ve 30. letech, oproti původním odhadům byla výrazně redukována a některé z výše uvedených finančních požadavků byly zrušeny. Ve výsledku tak Československo kromě úvěrů na armádu a repatriaci legií mělo uhradit pouze něco přes miliardu korun.

#### Období 20. let
Začátek 20. let 20. století se v Československu nesl ve znamení první hospodářské krize. V této době průmyslová výroba klesla zhruba o čtvrtinu a výrazně vzrostla nezaměstnanost, počet nezaměstnaných se pohyboval okolo 450 000. Po zotavení z krize československá první republika zažila období ekonomického rozmachu, způsobeného zavedením vhodných ekonomických reforem a zklidněním zahraniční politické situace. Jednou z těchto reforem byla pozemková reforma z roku 1919. Tato reforma byla nezbytným předpokladem pro přechod z monarchistického státního zřízení, na zřízení republikánské a to zejména z důvodu vyvlastnění půdy do té doby protežované šlechty a církve. Celkově se změna vlastnických vztahů celé reformy týkala asi 1,8 milionu hektarů půdy.
Hlavním odvětvím českého hospodářství v této době byl průmysl, který se soustředil z 92 % právě v českých zemích. Růst zaznamenal stát i soukromý sektor a rozvíjela se řada průmyslových oborů od stavebnictví přes strojírenství. Tento růst byl však již od samého začátku limitován nedostatkem surovin, které bylo proto Československo nuceno dovážet. Jednalo se například o suroviny pro textilní průmysl (bavlna, len, hedvábí) či strojírenství (železná ruda). Mezi nejdůležitější oblasti československého vývozu patřilo obuvnictví a zbrojní průmysl, nicméně vyváželo se také sklo, bižuterie, chmel a další.K výraznému rozvoji došlo také v oblasti československého bankovnictví a to zejména díky odpoutání se od vlivu rakousko-uherských bank. Vznikla Agrární banka, Pražská úvěrová banka nebo Živnostenská banka, která patřila k těm nejvýznamnějším. Samostatnou kapitolou byl vznik Národní banky Československé, která vznikla až roku 1926. Před jejím vznikem zastával její úlohu Bankovní úřad při ministerstvu financí, který měl za úkol připravit následný vznik národní banky.

#### Mýtus desátého nejvyspělejšího státu světa
Podle velmi rozšířeného mýtu měla být První republika desátým nejvyspělejším státem světa. Např. kontroverzní ekonom Pavel Kohout se odvolává na statistiku národního důchodu na hlavu z roku 1924 v Geographisch-Statistischer Universal Atlas profesora Hickmanna vydaném v roce 1927 ve Vídni. Řada historiků však uvádí jiná hodnocení, např. historik Szobi z předního Evropského univerzitního institutu ve Florencii uvádí následující:
"Podle výše národního důchodu na obyvatele zaujímalo Československo 17. místo ve světě, dle hodnoty průmyslové výroby na obyvatele jsme byli na 12. příčce ve světě, podle podílu na světové průmyslové výrobě dokonce na 10. místě,”
Pavel Szobi (historik a ekonom, Evropský univerzitní institut ve Florencii)
Podle Broadberryho a Kleina bylo HDP na obyvatele První republiky menší než u Dánska, Itálie, Německa, Nizozemska, Norska a Rakouska. Maddison i Bairoch řadí pro rok 1929 Československo na 17. pozici v HDP na obyvatele – a Prados de la Escosura na dvacáté místo (ještě za Irsko, Finsko a Španělsko). Čeští historici Kubů a Pátek v knize “Mýtus a realita hospodářské vyspělosti Československa mezi světovými válkami” z roku 1999 uvádí, že České země bez chudšího Slovenska a Podkarpatské Rusi byly ekonomicky před Rakouskem a přiblížily se Německu a Belgii. I tak ovšem nepatřily do první desítky nejbohatších států světa.

#### Velká deprese
Světová hospodářská krize, která začala v USA v roce 1929 se do Československa dostala v plné míře až o čtyři roky později, tedy v době, kdy se již část ostatních zemí začínala ekonomicky vzpamatovávat. Index průmyslové produkce klesl v roce 1933 o čtyřicet procent, propad byl také důsledkem orientace Československa na export, ostatní země totiž přijaly vyšší dovozní cla, čímž se snížila cenová konkurenceschopnost dováženého zboží. Dlouhodobý pokles exportu a obrovská nezaměstnanost kolem 1 000 000 obyvatel znamenaly propad hospodářství pod předválečnou úroveň. Vláda se proti krizi snažila zakročit dvojí devalvací koruny („rozmnožení obježiva“ aby se stát dostal z dluhů), obilním monopolem, státní podporou exportu nebo rozšířením veřejných prací. Posílený zbrojní průmysl pomohl oddálit recesi.
Obecně se jednalo o období výrazných státních zásahů do ekonomiky, nicméně i přesto se Československo umístilo roku 1932 na desátém místě žebříčku průmyslově nejvyspělejších zemí světa. Bylo třetím největším exportérem zbraní na světě.

## ČSR po Mnichovské dohodě
Došlo k převzetí klíčového průmyslu i klíčových odvětví okupanty, a to jak v Protektorátě Čechy a Morava, tak i v tzv. Slovenském státě, a prakticky k zlikvidování samostatné měnové a fiskální politiky a k rozbití hospodářských vztahů. Došlo k násilnému podřízení ekonomiky německým tzn. Říšským hospodářským zájmům a k nucené správě nebo ke kolaboraci vlastníků s okupanty a fašistickou vládou.

### Hospodářské důsledky německé okupace českých zemí
- podniky – již v březnu 1939 byla zavedena „nucená správa” hospodářských podniků, nařízeními se nuceně slučovaly některé podniky. Byly ustanoveny ústřední svazy průmyslu, obchodu, řemesel a dopravy, které de facto určovaly objem produkce, sortimentu, rozdělování surovin a prostředků. V průběhu roku 1939 již nacisté díky „nestandardním opatřením” plně kontrolovali výrobu nejdůležitějších zbrojních podniků (Škodovka, brněnská Zbrojovka, Poldovka, Vítkovické železárny apod.) Říšskoněmecká kapitálová účast v Protektorátě se během okupace zvětšila více než desetkrát a německý kapitál postupně ovládal české podniky.
- V zemědělství byly zřízeny jednotné stavovské korporace, byly stanoveny výměry ploch povinných osevů, povinné dodávky živočišné a rostlinné produkce za pevné výkupní ceny. Jednotliví výrobci si směli ponechávat pouze povolené množství těchto výrobků, na což dohlížely zvláštní kontrolní orgány. Ponechání si nějaké produkce načerno (porážky prasat, prodej obilí apod.) znamenalo přísné tresty. Z hlediska dlouhodobých cílů se Němci postupně hodlali zmocnit české půdy a kolonizovat okupovaný prostor, aby se stal trvalou součástí německého území. Germanizace „prostoru a lidí”, se začala rozbíhat již roku 1941. Její počáteční strategií bylo rozšíření německých „jazykových ostrovů” kolem Jihlavy, Brna, Olomouce, Ostravy a dalších měst. Násilně byli vystěhováváni obyvatelé např. na Neveklovsku, Milovicku nebo na Drahanské vrchovině. Celkem si tak okupanti přisvojili do roku 1945 přes půl milionu hektarů zemědělské půdy.
- Obchod a bankovnictví – po okupaci byl oficiálně vyhlášen kurs marky a koruny 1:10, ačkoliv skutečný poměr byl 1 ku 6 až 7. Ihned po okupaci příslušníci německé armády skupovali ve velkém české zboží. Obchod se zahraničím byl usměrňován dle potřeb Německa. Pod přímý vliv se dostaly i banky a pojišťovny, přičemž během okupace docházelo k jejich soustavnému drancování.
- Finance – finanční toky se dostaly plně pod kontrolu Německa. Protektorát byl nucen platit tzv. „válečnou daň”, která v roce 1940 činila 3 miliardy korun, roku 1944 již 12 miliard korun. Německo finančními machinacemi připravilo český stát během okupace o 43 tun ryzího měnového zlata.[zdroj?]
- Spotřeba domácnosti – v září 1939 byly zavedeny potravinové lístky pro tři kategorie českého obyvatelstva – obyčejné spotřebitele, těžce pracující a velmi těžce pracující. V kategorii běžného spotřebitele bylo možno odebrat za týden následující množství potravin: 2900 g chleba, příp. 1200 g chleba a 900 g mouky, 500 g masa nebo masných výrobků, 210 g jedlých tuků, 2 litry mléka. Zemědělcům byly příděly úměrně kráceny. V prosinci 1939 byly zavedeny šatenky na textil a poukazy na obuv. Postupem času byly příděly potravin snižovány, a ceny na černém trhu se vyšplhaly závratným tempem nahoru (během 6 let i o 2000 %).

### Slovenský stát a jeho hospodářství
5. října 1938 vznikla autonomní slovenská vláda v čele s J. Tisem. 2. listopadu 1938 na základě tzv. první vídeňské arbitráže zástupci Německa a Itálie rozhodly o připojení jižního Slovenska k horthyovskému Maďarsku. Ztráty byly citelné i z hlediska hospodářského, protože Slovensko ztratilo část „obilnice“ na Žitném ostrově (území úrodné roviny na vodní hranici mezi Dunajem a Malým Dunajem) a některé podniky jako loděnice Komárno.
14. března 1939 na zasedání Slovenského sněmu v Bratislavě Tiso obeznámil poslance s jednáním s Hitlerem a byla urychleně vyhlášena samostatnost, vznik tzv. Slovenského štátu. Podkarpatská Rus byla anektována horthyovským Maďarskem 12. března 1939 a to zaútočilo v tzv. Malé vojně 23. března 1939 na Slovensko s cílem získat územní zisky. Slovenský stát se však ubránil, i když byla bombardována města jako Spišská Nová Ves a byl zde také pokus obsadit Košice a Prešov.

#### Podřízení hospodářství Německé říši
30. ledna 1940 byla podepsána dohoda o hospodářské spolupráci mezi Německou říší a Slovenským státem. Takzvaná smlouva o branném hospodářství znamenala v praxi, že Slovensko muselo podřídit ekonomiku potřebám Třetí říše a prakticky byla ve velkých podnicích i v hospodářských institucích de facto vnucena německá okupační správa, kterou tvořili kolaboranti. V září 1940 začalo platit vládní nařízení slovenské vlády o soupise židovského majetku, které se týkalo nejenom podniků, živností, domovního majetku i půdy, co všechno bylo již předmětem arizace, ale i peněžní hotovosti v bankách, cenných papírů a šperků. Arizační zákon o židovských podnicích a židovských zaměstnancích byl přijat Slovenským sněmem 25. dubna 1940. Arizace znamenala násilné vyvlastnění majetků židovského obyvatelstva.
I když bylo hospodářství Slovenska drancováno ze strany Německé říše, v porovnání s okolními státy zůstávalo jedním z nejstabilnějších. Způsobovaly to objednávky válečné konjunktury i uměle nadsazený výměnný kurs koruny slovenské k německé marce v poměru 12:1 a k protektorátní koruně 1:1. Relativní dostatek potravin způsoboval dojem, že Slovenský stát byl „oázou blahobytu“ ve válkou rozervané Evropě.

#### Klíčové osobnosti hospodářství i ekonomické přípravy SNP
Po vzniku Slovenského státu se stal Imrich Karvaš prvním guvernérem vzniklé Slovenské národní banky z 4. dubna 1939. Ještě v úřednické vládě ČSR generála Syrového byl ministrem bez portfeje a v říjnu až prosinci 1938 zastával post ministra průmyslu, obchodu a živností. Ve slovenské vládě v 1942 měl funkci předsedu Nejvyššího úřadu pro zásobování a realizací svých názorů na hospodářskou politiku se zasloužil o příznivý vývoj ekonomiky i v době druhé světové války. Z jeho podnětu byla založena v Bratislavě v 1940 Vysoká škola obchodná. Zapojil se do protifašistického odboje, spolupracoval s Dr. Ing. Petrem Zaťkem, přes kterého navázal kontakty na členy ilegální Slovenské národní rady. Zajišťoval přípravu Slovenského národního povstání (Slovenské národní povstání, SNP) po finanční a hospodářské stránce, nařídil předisponování třech miliard korun ze Slovenské národní banky do její filiálky v Banské Bystrici a předisponování zásob jiného zboží. Neunikl pozornosti gestapa, 3. září 1944 byl zatčen, odvlečen do koncentračního tábora Niederdorf a pak osvobozen americkou armádou. Po válce se vrátil k pedagogické činnosti a působil jako poradce vlády pro obnovu Slovenska.

## Poválečná léta v obnovené ČSR 1945–1948

### Obnova ekonomiky ČSR
Košický vládní program z 5. dubna 1945 v ekonomické části zdůrazňoval několik hlavních úkolů – urychleně obnovit národní hospodářství zpustošené během války, položit základy nové sociální politiky „ve prospěch všech vrstev pracujícího lidu“ a bezodkladně zajistit a pod národní správu převést majetek zrádců (dokument hovořil o majetku „Němců, Maďarů, zrádců a kolaborantů“ s výjimkou německých a maďarských antifašistů). Na zkonfiskované půdě se měla uskutečnit pozemková reforma. Požadavek znárodnění nebyl vládním programem výslovně uveden, ale všeobecně se s ním počítalo. O jeho rozsahu mělo být rozhodnuto až po osvobození celého státu. Šlo o požadavek tak populární mezi obyvatelstvem, že proti němu téměř nikdo otevřeně nevystoupil. Např. i nesocialisticky orientovaná Demokratická strana na Slovensku, která se stavěla za soukromé vlastnictví, zároveň deklarovala potřebu zestátnit podniky určitých kategorií, jestliže tím lépe poslouží sociálním potřebám a veřejným zájmům. Výhrady nesocialistických stran se při projednávání znárodňovacích dekretů týkaly v podstatě jen rozsahu znárodnění, rychlosti postupu, úlohy družstevnictví a některých organizačních a procedurálních otázek.
Majetek nepřátel a zrádců podléhal národní správě, kterou vykonávali buď jednotlivci (řemeslné dílny, obchody, zemědělské usedlosti), nebo kolektivní orgány (větší podniky). Národní správy se zřizovaly i v akciových společnostech, v jejichž vedení zasedali občané nepřátelských států nebo zrádci. Protože tomu tak bylo ve většině velkých podniků, byly již několik měsíců před vydáním znárodňovacích dekretů radikálně oslabeny pozice velkoburžoazie a rozbity monopolní organizace. Jen v průmyslu podléhalo koncem srpna 1945 národní správě 9045 závodů s 923 000 zaměstnanci. Ne všechny národní správy však měly represivní charakter. Vznikaly také tam, kde byl chod podniků ohrožen nepřítomností majitelů před jejich návratem z emigrace, z koncentračních táborů apod.
Velká část majetku pod národní správou byla v říjnu 1945 zkonfiskována (vyvlastněna bez náhrady ve prospěch státu) a 28. října 1945, kdy bylo znárodnění vyhlášeno, se historicky slavil za ČSSR jako Den znárodnění.

### Benešovy dekrety a jejich hospodářské důsledky
Protože v obnovené republice z hlediska majetko-právního trval neprávní stav vinou pomnichovské okupace Českých zemí Třetí říší a obsazením jižního Slovenska fašistickým horthyovským Maďarskem i kolaborací dle Smlouvy mezi Třetí říší a Slovenským státem, což bylo vše dovršeno prakticky totálním obsazením hospodářství Československé republiky Německem a Maďarskem, bylo nutno nastavit právní rámec vrácení majetků původním vlastníkům z dob před Mnichovskou dohodou s výjimkou zabavení majetku všem kolaborantům a příslušníkům německé a maďarské národnosti, i Němcům a Maďarům, kteří se angažovali v nacistické správě a vlastnili majetek v Československé republice.
Z více dekretů jako právních aktů Spojeneckými mocnostmi uznávaného Presidenta Československé republiky jsou z hlediska zajištění majetku Československé republiky důležité čtyři dekrety:
- 5/1945 Sb. – Dekret presidenta republiky ze dne 19. května 1945 o neplatnosti některých majetkově-právních jednání z doby nesvobody a o národní správě majetkových hodnot Němců, Maďarů, zrádců a kolaborantů a některých organizací a ústavů
- 12/1945 Sb. – Dekret presidenta republiky ze dne 21. června 1945 o konfiskaci a urychleném rozdělení zemědělského majetku Němců, Maďarů, jakož i zrádců a nepřátel českého a slovenského národa
- 28/1945 Sb. – Dekret presidenta republiky ze dne 20. července 1945 o osídlení zemědělské půdy Němců, Maďarů a jiných nepřátel státu českými, slovenskými a jinými slovanskými zemědělci
- 108/1945 Sb. – Dekret presidenta republiky ze dne 25. října 1945 o konfiskaci nepřátelského majetku a Fondech národní obnovy.

Těmi opatřeními bylo zároveň umožněno, aby se mohla začít hospodářská obnova Československé republiky.

### Československá měnová reforma (1945)
K 1. listopadu 1945 proběhla nová měnová reforma, měla za úkol snížit objem peněz v oběhu a znovu zavést československou korunu.
Do té doby bylo oběživo používané na území obnovené ČSR velmi pestré. V Čechách, na Moravě a ve Slezsku se používaly protektorátní koruny a v omezené míře i německá marka, na Slovensku slovenská koruna, na území dříve obsazeném Maďary se používalo pengő. Vojáci sovětské armády platili korunovými poukázkami z roku 1944 a americká armáda platila spojeneckými markovými poukázkami. Ihned po osvobození začalo obyvatelstvo (nejprve spontánně) na osvobozeném území také opět platit prvorepublikovými bankovkami a mincemi, tato skutečnost byla později 25. srpna 1945 legalizována. Do oběhu na Slovensku byla v létě 1945 uvedena i bankovka v hodnotě 2000 Kčs, její oběh byl však omezen pouze na území Slovenska.
Všechny peníze byly vyměněny v poměru 1:1 za československé státovky vytištěné ve Velké Británii. Každý si mohl vyměnit 500 Kčs. Vyšší sumy bylo možné uložit na vázaných účtech, nebylo je však možné vybírat.

### Dvouletý plán obnovy 1947–1948

#### Politické a ekonomické souvislosti
V říjnu 1946 byl vyhlášen Budovatelský plán jako program vlády Národní fronty ČSR předložený předsedou vlády K. Gottwaldem, který navazoval na Košický vládní program a prakticky znamenal počátek cesty k socialismu. Byl vyhlášen Dvouletý plán obnovy a rozvoje národního hospodářství.
V roce 1947 byl odmítnut vládou Národní fronty ČSR Marshallův plán vyhlášený na základě doktríny prezidenta USA Trumana, který počátkem studené války rozlišil dvě kategorie států, na demokratické, které dostanou podporu USA a totalitní, které ji nedostanou. 5. června 1947 byla nabídnuta všem evropským zemím pomoc k obnově válkou zničeného hospodářství s podmínkou přijmout demokratický směr vývoje. Vláda ČSR měla zájem jednat o přijetí plánu, ale vůdce SSSR Stalin oznámil, že účast ČSR na Marshallově plánu bude SSSR chápat jako čín namířený proti SSSR a místo toho byla podepsána dohoda o hospodářské spolupráci mezi ČSR a SSSR. Od léta 1947 se odvíjel rozvoj v Evropě ve dvou ekonomicky oddělených skupinách států, „Východ“ pod vlivem SSSR a „Západ“ pod vlivem USA.

## Období socialistického státu v Československu (1948–1989)
Protože se společnost řídila z jednoho centra, tj. vládní i výkonná moc byla určována sjezdy KSČ, taky v hospodářské oblasti byla společnost řízena Směrnicemi pro hospodářský a sociální rozvoj, které byly přijímány vždy na sjezdech KSČ. Od těchto směrnic se odvíjelo plánování na celostátní úrovni, ze směrnic se odvíjely i skutečné bilanční ekonomické plány v centrálně plánované ekonomice. Po roce 1968 se ve směrnicích respektovalo rozdělení na ČSR a SSR a národní vlády, i když s omezenými pravomocemi, dohlížely na Směrnice pro rozmísťování výrobních sil a ekonomický rozvoj a plnily je.

### Pětiletky
Pětiletka, nebo také pětiletý plán, byla základním ekonomickým zákonem zemí se socialistickým zřízením. Podle pětiletých plánů bylo organizováno celé hospodářství země. Ve smyslu centrálního plánu rozvoje země bylo na makroekonomické i na mikroekonomické úrovní bilancováno rozdělení zdrojů ze státního rozpočtu až po plánování výroby a odbytu jednotlivých skupin zboží, centrální plánovací komise zákonem určovala, kde se co bude vyrábět, za jakou cenu, jaké budou mzdy, kolik bude pracovníků v jednotlivých podnicích.
- 1. pětiletka 1949–1953: industrializace, kolektivizace vesnice, zakládání družstev, budování těžkého průmyslu, 1953 – měnová reforma,
- 1954–1955

Až X. sjezd KSČ (11. června 1954) konstatoval vysoké tempo růstu ekonomiky a zvýšení průmyslové produkce, zejména produkce výrobních prostředků (o 119 % a na Slovensku dokonce o 176 %). Schválil plán na léta 1954–1955, kde se prioritou stalo zemědělství vzhledem k jeho zaostávání. Ze státního rozpočtu bylo plánováno uvolnit 1,6 mld. Kčs do zemědělské výroby, investice směrovaly do mechanizace, výstavby družstevních objektů, vznikaly strojní-traktorové stanice na okresní bázi, zvýšil se počet traktorů a zemědělských strojů. Rozvoj produkce umožnil snížit povinné dodávky a zvýšily se ceny zemědělské produkce. Zastavil se úbytek pracovních sil v zemědělství, do JZD a státních majetků (SM) nastupovala první generace vyučených zemědělských odborníků s kvalifikací. Profesionalizace zemědělství. Výstavba společných prostorů pro koncentraci živočišní výroby. Odstraňovaly se disproporce v průmyslu paliv a energetiky z předcházející pětiletky.
- 2. pětiletka 1956–1960: upevňování základů socialistické ekonomiky
- 3. pětiletka 1961–1965: prohlášení o završení výstavby socialismu
- 4. pětiletka 1966–1970

V šedesátých letech došlo k uvolnění centrálního direktivního plánování. V roce 1968 uvolnění směrem k družstevní a omezené soukromé podnikatelské iniciativě. Pětileté plány se staly terčem kritiky většiny západních ekonomů, kteří je označili za akt centrálního plánování, omezující svobodný ekonomický vývoj na základě nabídky a poptávky. Přesto i v některých zemích na západ od Železné opony začaly být používány některé koncepty známé z centrálního plánování; vznikly tak sedmileté či dvanáctileté plány. Sedmiletý plán v současné době používá Evropská unie.
- 5. pětiletka 1971–1975
- 6. pětiletka 1976–1980
- 7. pětiletka 1981–1985
- 8. pětiletka 1986–1990

### Období uvolnění 1988–1989
- povolení živností od 04/1987, možnost požádat o řemeslné živnosti;
- družstva mohla vytvářet tzv. přidruženou výrobu mimo zemědělské činnosti, aniž by odváděla prostředky do státního rozpočtu (vznik mnoha dílen a provozů v oblasti služeb a průmyslu, především stavebnictví, kovo, elektrotechnika),

nejvýraznějším byl fenomén JZD Slušovice, později Agrokombinát Slušovice, veden předsedou Františkem Čubou, družstvo bylo kritizováno ÚV KSČ za „zavádění kapitalistických metod“ a po revoluci bylo likvidováno „jako bašta temných sil starých struktur“[zdroj?]), v době uvolnění „podnikalo“ v oblasti zemědělství, elektrotechniky (výpočetní technika), potravinářství, kooperovalo se Západem, vytvářelo společné podniky (Vietnam) atd.
- V rámci přestavby řízení hospodářského mechanismu přechod od národních podniků řízených prostřednictvím státu přes Výrobně-hospodářské jednotky (VHJ) jako střední články řízení k statusu státní podnik (k 1. lednu 1989 vzniklo 434 státních podniků s 3128 tisíci pracovníků), část z nich byly jako experimentující podniky bez středního článku řízení a přijímaly hospodářské riziko, tzv. „socialistické podnikání“, vykázaly hospodářský zisk, vyšší než stanovil plán,
- Přestavba hospodářského mechanismu 1988–1989 se zaměřovala na zvýšení samostatnosti podniků, restrukturalisaci výroby (kupříkladu konverze zbrojního průmyslu v Závodech těžkého strojírenství Martin (částečně na dopravní a silniční stroje a zařízení), zavádění výsledků vědeckotechnického výzkumu do praxe (přes kooperace a specializace v rámci tzv. socialistické ekonomické integrace se zeměmi RVHP (Rada vzájemné hospodářské pomoci) a otevírala možnosti kooperací se zeměmi Západu (společné podniky), kde vznikl v červenci 1988 první společný podnik AVEX na výrobu videorekordérů v kooperaci VHJ Tesla-Spotrebná elektronika Bratislava a Philips NV, Holandsko.[30]
- vznikaly dále disproporce v dodávkách zboží do maloobchodu, poruchy zásobování se projevovaly tím, že se zejména mezi východoevropskými zeměmi RVHP projevovala tzv. nákupní turistika, těžící z rozdílů cen a rozdílů sortimentu především spotřebního zboží a potravin, někteří analytici avizovali, že spotřebitel v ČSSR disponuje velikou nákupní sílou, není ochotný čekat na plánovaný sortiment, požaduje novinky a kvalitu na „vyspělé západní úrovni“, sílil tlak na dovozy zboží spotřebního charakteru a domácí průmysl se stěží přizpůsoboval.

## Sametová revoluce a vliv na hospodářství 17. listopadu 1989
Proces změny v hospodářství v rámci Sametové revoluce se nazývá transformace. Architekti transformace vycházeli z teorie, že nejlépe funguje hospodářský systém založený na soukromém vlastnictví. Opírali se o zkušenosti a zážitky z období byrokratického centrálně plánovacího režimu socialistického státu. Transformace se však téměř výlučně redukovala na problém privatizace, tedy převedení co možná největší části státního vlastnictví do rukou soukromých podnikatelů.
Již 27. listopadu 1989 v Mladé Frontě vydali Valtr Komárek, Vladimír Dlouhý, Václav Klaus a Kreuter jako pracovníci Prognostického ústavu ČSAV v Praze společné prohlášení, že je nezbytná změna hospodářského mechanizmu a omezení státního administrování ekonomiky, ale je třeba vytvářet instituce, které umožní fungování trhu a že strukturální změny musí být plynulé. Ještě 6. prosince 1989 publikovalo Občanské fórum návrh ústavy, která měla zakotvit zásadu, že „stát podporuje všechny druhy vlastnictví, které slouží k obecnému prospěchu a blahobytu země a rozvoji podnikání a prosperity“, „zásahy státu do hospodářské činnosti jsou omezeny jen na naléhavé případy“, „vyvlastnění je možné pouze za náhradu“ a stále ještě předpokládala, že „ve výlučném vlastnictví státu“ zůstanou „rudy a jiné nerostné bohatství, vody, zdroje přírodních sil,prostředky železniční a vzdušné přepravy, telekomunikace…“ Později byl i tento princip zavržen jako „socialistický přežitek“.
Státní rozpočet na rok 1990 byl vyhlášen jako „provizorní“ a byly z něj financovány především rozpočtová a nevýrobní sféra a již započaté investiční akce, ale nové se nezakládaly.
Během jara 1990 se měnily názory na hospodářskou reformu. Ještě na symposiu v Kolodějích americký ekonom K. Galbraith varoval před anulováním všeho, co bylo vybudováno v hospodářství ČSSR s tím, že bude nutné ponechat dodavatelsko-odběratelské vazby, ekonomické návaznosti a proporce v chodu a zavádět instituce tržního mechanismu tak, aby se ekonomika Československa mohla budovat na stávajících kapacitách a konkurovat na mezinárodních trzích s podporou nově vzniklých institucí tržního mechanismu (banky, burzy, právní systém, soukromé vlastnictví).
Vznikly dvě dominantní koncepce transformace:[zdroj?]
Ve federální vládě „národního porozumění“ prosazoval především ministr financí Václav Klaus radikální metodu transformace, pojmenovanou novináři jako šoková terapie. Spočívala v tom, že státní podniky a jejich vedení měly být ponechány samy sobě. Samy by si musely najít výrobní program, s nímž by se prosadily na domácím i zahraničním trhu a pokud by to nedokázaly, tak by musely sami čelit následkům. Ze státního rozpočtu měly být subvencovány jen výjimečně.
Ve federální vládě oponoval Klausově šokové terapii místopředseda vlády Valtr Komárek.[zdroj?] Jako alternativu ke strategii „šoku“ předložily koncepci „dvou kroků“.
Druhá koncepce transformace se nazývala gradualistická, čili postupná. Předpokládala, že vláda pomůže podnikům v jejich restrukturalizaci. Prvním krokem mělo být pouze odstátnění podniků, jejich oddělení od státního rozpočtu, tedy nadále již žádné subvence vyrovnávající špatné a nerentabilní hospodaření. Zároveň se měl ulehčit start odstátněným podnikům odepsáním či vyrovnáním často fiktivních dluhů z minulé doby (zejména z neproplacených exportních zakázek), nebo uhrazením nedobytných pohledávek. Teprve takto očištěné podniky měly být nabídnuty k privatizaci za skutečnou tržní hodnotu.
Koncepce Valtra Komárka a jeho stoupenců se nakonec neprosadila a byla zvolena koncepce Václava Klause.

## Období budování kapitalismu a institucí tržní ekonomiky 1990–1992
Po ustanovení nové vlády „národní oběti“ 27. července 1990 se stal ministrem financí federální vlády Václav Klaus a prosadil doktrínu šokové terapie, tedy asanaci hospodářského systému ČSSR a privatizaci ekonomiky v plném rozsahu. Privatizace se dělila na tři základní procesy, známé jako restituce, malá privatizace a velká privatizace. Zákonodárství, které by pro ni zajistilo právní mantinely, bylo záměrně podceněno. Nebyl vytvořen institucionální rámec etického jednání v privatizaci. Přirozený rámec privatizační morálky scházel jaksi přirozené.
Smyslem privatizace nebylo na prvním místě zvýšení efektivnosti fungování jednotlivých podniků, nýbrž vytvoření primární struktury soukromých vlastníků. Smyslem privatizace v Československu bylo zásadní zlomení ekonomické moci komunistického státu. Bylo to přiznáno mnohem později v memoárech tehdejších činitelů
Kuponová privatizace, její podstatou bylo, že část podniků se přeměnila v státní akciové společnosti pod správou Fondu národního majetku a jejich akcie se měly privatizovat masově veřejným nárokem každého občana na tzv. kuponovou knížku (za tisíc Kčs) a na základě nabídky a poptávky se mohl občan (DIK-držitel investičních kupónů) účastnit na řízeném akciovém vnitřním trhu „koupí“ akcí za kupónové body, aniž by věděl skutečnou cenu akcí. Kuponovou privatizací se stát vzdal svého dosavadního vlastnictví (práv vlastnictví) a přesunul je na nové akcionáře – DIK-y. Tenhle rozdrobený majetek však nemohl být spravován, akcionáři nemohly svá práva prakticky uplatnit. Fakticky DIK-ové nebyli konkrétními vlastníky, nýbrž stali se burzovními spekulanty. Státní podniky tak byly ponechány napospas a v rukou dosavadních manažerů, často bývalých nomenklaturních kádrů KSČ, nebo náhodně dosazených dobrodruhů. Aby kuponová privatizace neskončila debaklem, zákonem č.248/1992 Sb.Z. vznikly investiční společnosti a investiční fondy, které měly fungovat jako obchodní společnosti,jejichž předmětem podnikání je kolektivní investování, přičemž měly právní formu akciové společnosti.[zdroj?] Na tom samém principu vznikaly i investiční privatizační fondy jako správci investičních bodů DIK-ů.
Nastaly privatizační vlny, v té první z ledna 1992 (opožděně začala až v květnu) bylo předloženo na 2 436 privatizačních projektů na podniky, v druhé vlně bylo 2 231 projektů. V rámci kuponové privatizace přešel z Fondu národního majetku bezplatně do rukou DIK-ů majetek v hodnotě 341 miliard Kčs, asi polovina DIK-ů jej svěřila investičním fondům, které si tento majetek osvojili jako zcela soukromé vlastnictví.
Na základě rozporů v praktickém uskutečňování privatizace a transformace mezi českými a slovenskými ekonomickými představiteli a disproporcemi v navrhování a privatizačních projektech podniků celostátního významu docházelo k dramatickému konfliktu mezi vedoucími politiky české a slovenské representace, které vyústily v rozdělení Československa k 31. prosinci 1992.

## Zánik Československa a období dělení Československa 1993

### Rozdělení státního majetku, závazků a kompetencí
Nemovitý státní majetek byl rozdělen podle místa, kde se nacházel, nebo podle sídla právnické osoby, která vlastnická práva vykonávala. Principem dělení movitého a zahraničního majetku byl poměr počtu obyvatel, tedy 2:1.
Dne 29. prosince 1992 federální ministr zahraničí Moravčík podepsal s oběma národními ministry zahraničních věcí (Kňažkem a Zielencem) dohodu o rozdělení majetku federálního ministerstva zahraničí. Více než 700 z necelých 800 zaměstnanců federálního ministerstva přešlo do českého nástupnického ministerstva. Při dělení zahraničních zastupitelství bylo využito skutečnosti, že v mnoha zemích mělo československé zastoupení více budov. Jen v některých případech si nástupnické státy musely hledat nové budovy – Česká republika v Ottawě, Římě a Soulu. Československé státní dráhy byly rozděleny na České dráhy a Železnici Slovenské republiky. Vozový park byl dělen v poměru 2:1.
Ústavní zákon ČSFR č. 624/1992 Sb., o zániku funkce soudců a o skončení pracovních a služebních poměrů v souvislosti se zánikem České a Slovenské Federativní Republiky, ze dne 17. prosince 1992 se vypořádal s některými pracovníky a funkcionáři orgánů federace. Téhož dne, 17. prosince 1992, přijalo Federální shromáždění usnesení č. US72/1992 o ústavnosti procesu zániku České a Slovenské Federativní Republiky a vzniku nástupnických států.

## Období hospodářské spolupráce dvou států ČR a SR

### Spolupráce v rámci členství v Evropské unii
Od 1. května 2004 se staly Česká republika i Slovenská republika členy Evropské unie a obě země byly integrovány do NATO. Politici obou zemí se setkávají a spolupracují v Bruselu v Evropském Parlamentu při přijímání legislativy Evropské unie, od 21. prosince 2007 jsou obě země členy Schengenského prostoru a občané užívají pohyb bez celních a hraničních bariér.
Slovenská republika přijala na základě splnění Maastrichtských kritérií po dvou letech přípravy společnou evropskou měnu euro k 1. lednu 2009 a stala se 16. zemí Eurozóny. Česká republika uvažuje o vstupu do Eurozóny po roce 2014. Sousedská spolupráce, příbuznost jazyků a dlouhodobé ekonomické vztahy a propojenost vedly k tomu, že ekonomické vztahy obou zemí jsou nadstandardní a v mikroekonomice jsou vysoce rozšířené. Jedním z nejúspěšnějších podnikatelů v Česku se stal Slovák Andrej Babiš (vlastnící i podniky na Slovensku), finanční skupina J&T se sídlem v Bratislavě působí jak v SR, tak i v ČR, největší energetický producent, skupina ČEZ, uzavřela smlouvu na budování bloků jaderné elektrárny v SR a příkladů spolupráce je mnoho.